# Congregazione navale
La Congregazione navale, ufficialmente in latino Congregatio pro classe paranda et servanda ad Status ecclesiastici defensionem, era un organismo della Curia romana, oggi soppresso.

## Storia
Papa Sisto V creò questo dicastero con la bolla Immensa Aeterni Dei il 22 gennaio 1588 con lo scopo di amministrare correttamente la marina pontificia, alla quale vennero destinati cinque cardinali che avevano il compito di presiedere alla fabbrica ed all'armamento di dieci galere (navi a remi) da mantenersi sempre attive nei porti dello Stato della Chiesa.
Scopo della flotta era pattugliare il mare Tirreno innanzi alle coste laziali per avvistare eventuali pirati (sul versante Adriatico un'efficace attività di sorveglianza era effettuata dalla Marina della Repubblica di Venezia). Le prime cinque galere entrarono in servizio nello stesso anno 1588.